# Les Fleurs du Cardinal
Les Fleurs du Cardinal est une série de bande dessinée, scénarisée par Zaz et dessinée par Esteve Polls, dont l'histoire débute au XVIIe siècle, sous le règne de Louis XIII. Elle est publiée aux éditions Clair de Lune.

## Synopsis
Thomas de Vineuil est un jeune médecin et botaniste, formé à l’université de Montpellier, bien qu’il soit originaire du Blésois. Issu de la petite noblesse provinciale, il nourrit des aspirations scientifiques et morales difficilement compatibles avec le monde dans lequel il va sombrer en arrivant à Paris, en 1635.

## Tome 1: RICHELIEU
Dans le premier tome, Thomas devient malgré lui l’agent du Cardinal de Richelieu. Déchiré entre ses convictions et son sens du devoir envers la couronne et également dominé par la puissance psychologique et politique du premier ministre, il se retrouve mêlé à de nombreuses intrigues.

## Réalité ou fiction?
La BD mêle personnages réels et fictifs, mais la globalité du récit reste fidèle à l’Histoire. On y trouve ainsi non seulement Richelieu et Louis XIII, mais aussi Anne d’Autriche, Mazarin, Héroard, Gaston de France, Guy de la Brosse, Françoise de Chémerault, le duc de Montrésor, le Marquis de Cinq Mars, Marie de Hautefort, Mademoiselle de Lafayette, et toute la cour qui s’anime à l’époque autour du roi.
Les personnages fictifs sont donc rares, et seul se démarque Géraud Lefranc, un bretteur au service du Cardinal et rapidement ami de Thomas.
Contrairement à la majorité des œuvres se déroulant à cette époque, Les Fleurs du Cardinal base son intrigue non seulement sur les fortes personnalités de la cour mais également sur la situation géopolitique complexe de l’époque. En effet, la guerre de trente ans fait rage et rien de ce qui se passe au plus haut niveau de l’état ne peut être considéré objectivement sans tenir compte de ce facteur.

## La suite
Dans le second tome, Thomas continue son œuvre au service de la France, sous l’égide de Mazarin, mais il prend à cœur de se libérer et d’agir selon ce que lui dicte sa morale personnelle. Il commence à perdre sa naïveté de provincial et à raisonner en homme de pouvoir, bien qu’il reste un homme de l’ombre.